# Lauren LaVera
Lauren LaVera (Filadélfia, 14 de junho de 1994) é uma atriz, artista marcial e dublê de cinema e televisão. É mais conhecida pelo seu trabalho na série Iron Fist, da Netflix, e por interpretar a protagonista Sienna Shaw no filme de terror Terrifier 2 (2022) e Terrifier 3 (2024), de Damian Leone.

## Carreira
Um dos primeiros projetos cinematográficos que Lauren participou foi o filme de thriller psicológico Fragmentado (2016), de M. Night Shyamalan, onde atuou como dublê de Anya Taylor-Joy, Haley Lu Richardson e Jessica Sula. LaVera trabalhou ao lado com M. Night Shyamalan nas filmagens e a sua experiência positiva a levou a querer se tornar atriz. Em 2017, LaVera teve um papel secundário no filme Wetlands (2017), de Emanuele Della Valle.
Lauren fez sua primeira estreia como atriz no filme televisivo Under the Flowers, de 2017, tendo a possibilidade de no mesmo ano, uma aparição na série Iron Fist da Marvel Studios e Netflix. Em 2018, a atriz teve uma breve aparição no filme The Middle of X de Peter Odiorne.
No ano seguinte, trabalhou nos filmes Clinton Road e Wetlands, este último protagonizado por Adewale Akinnuoye-Agbaje e Heather Graham. Em 2020, participou nas séries televisivas MacGyver e Dispatches from Elsewhere, bem como no filme televisivo de Natal A Taste of Christmas.
Em 2022, ganhou reconhecimento internacional como papel nas sequências do filme de terror Terrifier 2 e Terrifier 3, de Damian Leone, no qual interpretou a personagem Sienna Shaw.

## Vida pessoal
Quando criança, interessou-se pela representação e começou a treinar-se enquanto frequentava a Universidade de Temple, mas, desde o início, tinha a ambição de obter um doutorado em direito, e logo mudou para uma licenciatura em inglês e uma especialização em italiano. Para além da sua carreira de atriz, Lauren tem mais de 19 anos de experiência em artes marciais, incluindo taekwondo, jiu-jitsu, prodal, wushu e muay thai, bem como estudos de boxe, kickboxing, treino de armas e armas de fogo. Lauren tem também formação em danças de salão e balé.

## Filmografia
| Ano  | Titulo | Papel                | Notas          | cla   |
| ---- | --- | -------------------- | -------------- | ----- |
| 2017 | Wetlands                                                                                                   | "Buttercup" / Pusher |                |       |
| 2019 | Clinton Road                                                                                               | Kayla                |                |       |
| 2019 | Ms. Barton's Famous Cakes                                                                                  | Ms. Barton           | Curta-metragem |       |
| 2019 | style="background: #ececec; color: grey; vertical-align: middle; text-align: center; " class="table-na"\|— |                      | Curta-metragem |       |
| 2022 | Terrifier 2                                                                                                | Sienna Shaw          |                |       |
| 2022 | Not For Nothing                                                                                            | Kelly                |                |       |
| 2024 | The Fetus                                                                                                  | Alessa               |                |       |
| 2024 | The Well                                                                                                   | Lisa Gray            |                |       |
| 2024 | Terrifier 3                                                                                                | Sienna Shaw          |                | [ 8 ] |
| 2024 | The Life of Chuck                                                                                          |                      |                |       |
| TBA  | Terrifier 4                                                                                                | Sienna Shaw          |                |       |

| Ano  | Titulo                       | Papel          | Notas            |
| ---- | ---------------------------- | -------------- | ---------------- |
| 2017 | Iron Fist                    | Ciara          |                  |
| 2020 | MacGyver                     | Jogador        |                  |
| 2020 | Dispatches from Elsewhere    | Barista        |                  |
| 2020 | A Taste of Christmas         | Ariella Cancio | Filme Televisivo |
| 2024 | Law & Order: Organized Crime | Heidi Morris   |                  |

## Prêmios
| Ano  | Prêmio                   | Categoria                  | Trabalho    | Resultado | Ref.  |
| ---- | ------------------------ | -------------------------- | ----------- | --------- | ----- |
| 2023 | Fangoria Chainsaw Awards | The Editor's Eyeball Award | Terrifier 2 | Venceu    | [ 9 ] |